# Niccolò Tornioli
Niccolò Tornioli (Sienne 1598 - Rome, 18 août 1651) était un peintre baroque italien du XVIIe siècle.

## Biographie
En 1640, les principaux mécènes de Niccolò Tornioli sont le cardinal Bernardino Spada et son frère Virgilio Spada.

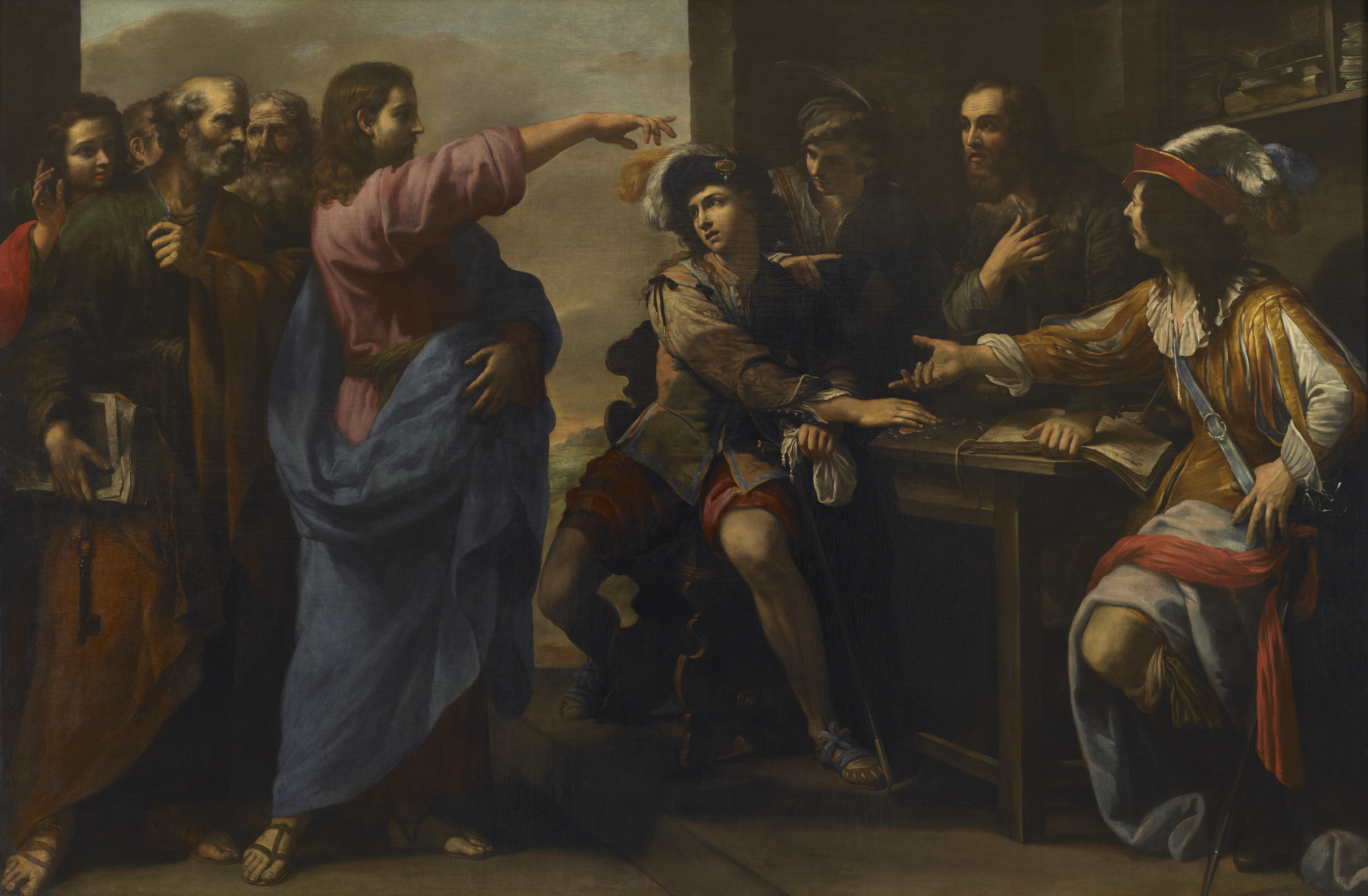
La vocation de saint Matthieu.

## Œuvres
- Chapelle Spada, Église Saint-Paul, Bologne
- La Sainte Famille, av. 1643, coll. Bernardino Spada, Palais Spada, Rome
- Les astronomes, 1645, huile sur toile, coll. Virgilio Spada Palais Spada, Rome
- Caïn tuant Abel, avant 1651, huile sur toile, Palais Spada, Rome.
- La vocation de saint Matthieu, huile sur toile, 217,5 × 328 cm, Musée des beaux-arts, Rouen.